# Nordanberg
Nordanberg är en by i Möklinta distrikt (Möklinta socken) i Sala kommun, Västmanlands län (Västmanland).
Nordanberg omtalas i dokument första gången 1371 då en Hemmingus i "Norberghum" upptas i en skattelängd med en skatt om sex och en halv mark. I jordeboken 1543 upptas Nordanberg som ett halvt mantal skatte om 4 öresland, i jordeboken 1549 om 6 öresland men 1610 åter 4 öresland. Efter höjningen av vattennivån i Hallaren har bönderna kämpat för att få förmedling på hemmanet, i jordeboken 1760 upptas Nordanberg som ett fjärdedels mantal, 1825 verkar det dock åter anges som ett halvt mantal men återgår sedan åter till att förmedlas till ett fjärdedels mantal. Laga skifte förrättades i byn 1833–1835, då fanns här två gårdar. Efter sänkningen av Hallaren 1897 utökades jordbruksmarken och antalet jordbruksfastigheter i byn ökade till fem. I början av 2000-talet fanns endast ett kvar.